# Illa de Zarembo
Zarembo (en Tlingit: ShtaxʼNoow) és una illa de l'arxipèlag Alexander, al sud-est d'Alaska, Estats Units.
Es troba al sud de l'illa de Mitkof i al nord-oest de l'illa d'Etolin. Al nord-oest es troba l'illa de Kupreanof i al sud-oest hi ha l'illa del Príncep de Gal·les. Té una superfície de 474,330 km², cosa que la converteix en la 34a illa més gran dels Estats Units. No té població resident permanent.
Va ser cartografiada per primera vegada el 1793 per Laurenz Hartmann, un dels oficials de George Vancouver durant la seva expedició de 1791 a 1795. Només va cartografiar les costes nord, oest i sud, sense adonar-se que era una illa. L'illa porta el nom de Dionysius Zarembo, un treballador polonès de la Companyia Russo-Americana i explorador d'Alaska.
Entre finals del segle XIX i començaments del segle XX es va embotellar aigua mineral de l'illa per una empresa embotelladora de Seattle.